# Jason Gailes
Jason Gailes est un rameur d'aviron américain né le 28 mars 1970 à Dighton (Massachusetts).

## Biographie
Jason Gailes participe aux Jeux olympiques d'été de 1996 à Atlanta à l'épreuve de quatre de couple et remporte la médaille d'argent en compagnie de Tim Young, Eric Mueller et Brian Jamieson.